# Чорнъй обелиск
„Чорнъй обелиск“ (на руски: Чёрный обелиск – „Черен обелиск“) е съветска и руска рок група.

## История
Групата е основана на 1 август 1986 г. от бас китариста Анатолий Крупнов. Към първоначалния състав от Крупнов, Агафошкин и Светлов се присъединява китариста Юрий Алексеев.
През 1988 г. след издаването на два концертни албума „Апокалипсис“ и „Цветы зла“ групата се разпада. На 1 август 1990 г. музикантите се събират отново и в продължение на 4 години записват още няколко албума, последния от които „Я остаюсь“ е издаден през 1994 г. След напускането на Юрий Алексеев, Владимир Ермаков и Дмитрий Борисенков групата отново прекратява дейността си. Основателят на групата Анатолий Крупнов умира на 27 февруари 1997 г. от сърдечен пристъп..
Групата е възстановена отново през 1999 г. в състав Дмитрий Борисенков, Владимир Ермаков и Михаил Светлов. Вокалист и основен автор на песните е Борисенков. Издаден е и песента „Память“ в памет на Анатолий Крупнов.
През 2000 г. е записан „Postальбом“. Част от песните в албума се записани от Крупнов, а останалите се изпълняват от Игор (Гарик) Сукачов, Юрий Шевчук, Константин Кинчев и Александър Скляр.

## Състав

### Актуален състав
- Дмитрий Борисенков – вокал, китара (1992 – 95, 1999 – настояще)
- Михаил Светлов – китара (1986, 1987 – 88, 1990, 1999 – настояще)
- Даниил Захаренков – бас китара, беквокал (1999 – настояще)
- Максим Олейник – барабани (2011 – настояще)
- Сергей Варламов – китара, звукорежисьор (2017 – настояще)

### Бивши членове
- Константин Денежкин – китара (1986)
- Николай Коробов – китара (1986)
- Анатолий Крупнов – бас китара, вокал (1986 – 88, 1990 – 97) †
- Юрий Алексеев – ритъм китара, беквокал (1986 – 88, 1990 – 95, 1999 – 2001)
- Юрий Анисимов – китара (1986 – 87)
- Василий Билошицкий – китара (1990 – 92)
- Владимир Ермаков – барабани (1990 – 95, 1999 – 2011)
- Игор Жирнов – китара (1992)
- Дмитрий Варшавчик – китара (1995 – 2000)
- Николай Агафошкин – барабани (1986 – 88)
- Сергей Комаров – барабани (1990) †
- Александър Митрофанов – барабани (1995 – 2000) †

## Дискография
- „Апокалипсис“ (1986)
- „Цветы зла“ (1987)
- „Жизнь после смерти“ (макси-сингъл, 1990)
- „Стена“ (1991)
- „One More Day“ (1991)
- „Ещё один день“ (1992)
- „96°+415“ (демо, 1993)
- „Стена“ (1994)
- „Я остаюсь“ (1994)
- „86 – 88“ (1995)
- „Postальбом“ (2000)
- „Песни для радио“ (макси-сингъл, 2000)
- „Пепел“ (2002)
- „Нервы“ (2004)
- „Пятница 13-ое“ (2004)
- „Зелёный альбом“ (2006)
- „Когда-нибудь“ (макси-сингъл, 2006)
- „Черное / Белое“ (сингъл, 2009)
- „Мертвый сезон“ (2012)
- „Мой мир. Том 1“ (2012)